# LG Vu series
LG Vu là dòng thiết bị Android hỗ trợ bút stylus cao cấp được sản xuất bởi LG Electronics. Tên gọi "Vu" được giới thiệu lần đầu năm 2008 như một nhánh của dòng LG Optimus hỗ trợ bút stylus, nhưng sau khi LG Vu 3 ra mắt vào tháng 9 năm 2013 (không mang nhãn hiệu Optimus), LG đã chính thức giới thiệu Vu series như một thương hiệu riêng biệt tách biệt với Optimus.

## Điện thoại thông minh
- LG Optimus Vu
- LG Optimus Vu II
- LG Vu 3